# Multiple-image Network Graphics
Multiple-image Network Graphics (MNG) är ett öppet filformat för rörliga bilder, baserat på filformatet PNG. Utvecklingen påbörjades 1995 och version 1.0 av standarden färdigställdes år 2001. Förhoppningen var att MNG skulle ta över efter GIF som de facto-standard gällande animerade bilder på webben, så har dock ej blivit fallet. För närvarande har varken Internet Explorer, Mozilla Firefox eller Safari stöd för formatet.